# Горњи Граховљани
Горњи Граховљани су насељено место у саставу града Пакраца, у западној Славонији, Република Хрватска.

## Историја
Све до пописа становништва 1948. године Граховљани су статистички вођени као јединствено село, а тада су подељени на три села: Доње, Средње и Горње Граховљане, у којима је тада било 302. Крајем 1991. године у Горњим Граховљанима није остао нико, јер 14 сељана који су остали у селу по доласку Хрватске војске, и данас се воде као нестали. У помен њима постављена је спомен-плоча. Деценију касније у селу живи тек неколико становника, а пут кроз село је непроходан. Из тог разлога, 2011. основано је Завичајно друштво Горњи Граховљани с циљем да окупи бивше мештане, њихове потомке и родбину, те да се ангажују на стварању услова за повратак расељених.
У селу се налази споменик погинулим партизанима и жртвама нацистичко-усташког терора у Другом светском рату.

## Становништво
На попису становништва 2011. године, Горњи Граховљани су имали 8 становника.
| Националност | 1991.        |
| Срби         | 133 (97,79%) |
| Хрвати       | 0            |
| Југословени  | 3 (2,20%)    |
| Укупно       | 136          |